# Гештінанна
Гештінанна — малозначна богиня шумерської міфології, дочка Енкі та Нінхурсаг, сестра Думузі, дружина Нінгішзіди. Ототожнювалася з Азінуою, була писарем і тлумачем снів.
У міфі «Сон Думузі» розповідається про те, як Думузі, переслідуваний демонами, знайшов притулок в будинку Гештінанни. Однак демони все ж наздогнали його і потягли в пекло (Кур) до Ерешкігаль, після чого Гештінанна оплакувала свого брата дні та ночі.